# Gombélédougou
Gombélédougou est une localité située dans le département de Koumbia de la province du Tuy dans la région Hauts-Bassins au Burkina Faso.

## Géographie
Gombélédougou se trouve à 17 km à l'est de Koumbia.

## Éducation et santé
Gombélédougou accueille un centre de santé et de promotion sociale (CSPS) tandis que le centre médical avec antenne chirurgicale (CMA) se trouve à Houndé.
Le village possède une école primaire publique.